# مكينة المولوي (ويس)
مکینة المولوي (بالفارسية: مولوی) هي منطقة سكنية تقع في إيران في قسم ويس الريفي. يقدر عدد سكانها بـ 0 نسمة بحسب إحصاء 2016.